# Un monde trop parfait (téléfilm)
Pour l’article homonyme, voir Un monde trop parfait.
Pour plus de détails, voir Fiche technique et Distribution.
Un monde trop parfait (Tempting Fate) est un téléfilm américain diffusé en 1998 et réalisé par Peter Werner.

## Synopsis
Emmett le scientifique découvre le portail qui conduit au monde parallèle.

## Fiche technique
- Réalisateur : Peter Werner
- Année de production : 1998
- Durée : 96 minutes
- Format : 1,33:1, couleur
- Son : stéréo
- Dates de premières diffusions :
  -  États-Unis : 5 avril 1998 sur ABC
  -  France : 17 mars 2000 sur M6
- Interdit aux moins de 10 ans

## Distribution
- Tate Donovan: Dr. Ben Creed
- Abraham Benrubi (VF : Bruno Carna) : John Bollandine
- Matt Craven :  Emmett Lach
- Ming-Na Wen (VF : Céline Monsarrat) :  Ellen Moretti
- Lauren Collins: Ruby
- Philip Baker Hall : Dr. Bardwell
- Paul Ben-Victor: officier de police

 Source et légende : version française (VF) sur RS Doublage.